# Genesio di Arles
Genesio di Arles (Arles, ... – Arles, 303) è stato un giovane militare cristiano che subì il martirio sotto Massimiano. Venerato come santo dalla Chiesa cattolica.

## Agiografia
La stesura degli Atti del martirio di Genesio è attribuita ad un certo vescovo Paolino, a volte identificato con Paolino di Nola o con Paolino, vescovo di Béziers  (circa 400-419). Interessante notare è che l'agiografo dichiara di aver trascritto una tradizione orale e di averla riprodotta fedelmente.
Secondo la versione più antica degli Atti del suo martirio, Genesio entrò molto giovane nell'esercito imperiale romano, dove esercitava la mansione di notarius o stenografo. A seguito della persecuzione contro i cristiani, abbandonò l'esercito e disertò, nascondendosi ai persecutori. Chiese al vescovo di essere battezzato, ma non ottenne il sacramento per la calamità dei tempi e per la sua troppo giovane età. Genesio fu rintracciato presso il Rodano; attraversò quindi il fiume, ma sull'altra sponda fu catturato e ucciso. Il martirio occorse nell'anno 303 circa, durante la persecuzione degli imperatori Massimiano e Diocleziano. Una data alternativa è il 308. Si conservò memoria del luogo del martirio e le sue spoglie furono trasportate sull'altra sponda.

## Culto
Accanto a questa scarna tradizione abbiamo anche le testimonianze del culto del martire da parte di Prudenzio e di Venanzio Fortunato.
La diffusione del culto nella Gallia e in Europa (soprattutto Iberia e Italia), ha comportato diverse moltiplicazioni della figura del martire di Arles. Genesio di Alvernia, Genesio di Béziers, Genesio martire con Anastasio prete e Placido, Genesio di Barcellona, Genesio di Cordova, Genesio de la Jara a Cartagena, il mimo Genesio di Roma, furono molto probabilmente la stessa persona di cui scrisse Paolino oppure si tratta di culti gemmati da uno preesistente e sviluppatisi indipendentemente.
San Genesio è patrono della diocesi di San Miniato e dei notai.
La memoria liturgica ricorre il 25 agosto.